# 米哈伊利夫卡 (赫梅利尼茨基區)
49°14′30″N 27°9′0″E / 49.24167°N 27.15000°E
米哈伊利夫卡（烏克蘭語：Михайлівка）是位於烏克蘭西部的村莊，由赫梅利尼茨基州裡赫梅利尼茨基區的羅茲索沙市鎮負責管轄。該村處於沃夫喬克河畔，始建於1594年，面積16130平方公里，海拔高度308米，2001年人口602。